# Левин, Минель Иосифович
Минель Иосифович Ле́вин (27 марта 1925, Мурманск, СССР — 9 декабря 2010, Москва, Российская Федерация)— полковник пограничной службы в отставке, прозаик, поэт, публицист, член Союза писателей СССР (1957), России, заслуженный работник культуры Таджикистана, лауреат премии ЦФО в области литературы и искусства, как участник Великой Отечественной войны награжден орденом Отечественной войны и многочисленными медалями, отмечен знаками «Почетный пограничник» и «Отличник милиции», в 2006 году, в Рязани, объявлен победителем акции «Люди года – люди города».
И это лишь беглое перечисление его заслуг и званий.

## Биография
Родился в еврейской семье военного врача, Левина Иосифа Давидовича. В 13 лет остался без мамы, Левиной Эстер Исааковны, очень рано ушедшей из жизни.
С началом Великой Отечественной войны был отправлен отцом сначала в Ленинград к родственникам, где уже с ними  был эвакуирован на Урал. Уже в эвакуации поступил в Московский институт физкультуры, который находился в Свердловске в эвакуации.
Участник Великой Отечественной войны. В 17 лет, приписав себе лишний год в документах, добровольцем ушёл на фронт и был зачислен в отдельную мотострелковую бригаду особого назначения войск НКВД. В составе мастеров спорта Динамовского батальона совершал лыжные рейды в тыл врага. В 1943—1945 годах служил на таджикско-афганской границе и там же, в Таджикистане, остался жить. Являлся редактором газеты «Пограничник Памира», в 1955 году написал своё первое прозаическое произведение — повесть «По запутанному следу».
Значительная часть творческой жизни писателя прошла в Таджикистане, в городе Душанбе. Был редактором журнала «Памир», одним из секретарей Союза писателей республики, около 30 лет возглавлял Совет по русской литературе. Его книга «Пароль остаётся прежним» в советские годы печаталась миллионными тиражами. Также в течение многих лет был председателем федерации футбола Таджикистана. Почётный пограничник Республики Таджикистан. Зампред Союза писателей Таджикистана по русской литературе.
Всю жизнь с любовью заботился о своих служебных овчарках и так же очень любил своих кошек, что много раз выражал в своем творчестве.
Часто приезжал в Москву, останавливаясь у дочери Светланы, встречался с друзьями и "коллегами по цеху". В Москве же была написана большая часть книги "Тайна Орлиной сопки" (1986 г. Издательство Молодая Гвардия). Также бывал в заграничных командировках.
После развала Советского Союза и из-за войны в Таджикистане, в начале 90-х переехал в Рязань, где помимо творчества, также занимался педагогической деятельностью. Создал детскую студию юных поэтов «Парнас» при Центре творчества детей и юношества Московского округа Рязани и руководил ею. Являлся одним из инициаторов ежегодного городского фестиваля детского литературно-художественного творчества «Начало».
Работал преимущественно в жанре приключенческой литературы, писал стихи. За все время из-под его пера вышло более двадцати произведений для детей и взрослых.
Свои награды, в том числе боевые, подарил музею в Рязани.
Незадолго до смерти, переехал к дочери в Москву. После продолжительной болезни скончался в московской больнице.

## Семья
Дочь Светлана. Живет в Москве.
Внук Алексей.
Племянник — израильский политический деятель, раввин Авраам Шмулевич.

## Произведения
- Динга идёт по следу. — Душанбе: Ирфон, 1973
- Тайна Орлиной сопки. — Москва, Молодая гвардия, 1986
- Сто первая версия. — Душанбе: Ирфон, 1966
- Тревожная полоса. — Душанбе: Ирфон, 1975
- Тень на дороге. — Душанбе: Ирфон, 1972
- Три степени риска. — Душанбе: Ирфон, 1984
- Перекрёстки дорог: стихи и поэма. — Рязань, 1996
- Розовые туманы: стихи. — Рязань, 1998
- Операция «Ходики»: рассказы и стихи. — Рязань: Пресса, 2000
- Найдите женщину: криминальный роман. — Рязань, 2002
- Кошки для шпионов: повести и рассказы — Рязань, 2004
- Дорога через войну: документальный роман. — Рязань. 2005
- Мы высокой судьбой повенчаны: стихотворения и баллады. — Рязань, 2006
- Пароль остается прежним. — Душанбе, 1962